# Rhododendron sperabile
Rhododendron sperabile är en ljungväxtart som beskrevs av Isaac Bayley Balfour och Farrer. Rhododendron sperabile ingår i släktet rododendron, och familjen ljungväxter. Utöver nominatformen finns också underarten R. s. weihsiense.